# Poblado Janitzio
Poblado Janitzio är en ort i Mexiko.   Den ligger i kommunen Mexicali och delstaten Baja California, i den nordvästra delen av landet, 2 100 km nordväst om huvudstaden Mexico City. Poblado Janitzio ligger 26 meter över havet och antalet invånare är 592.
Terrängen runt Poblado Janitzio är mycket platt. Runt Poblado Janitzio är det glesbefolkat, med 19 invånare per kvadratkilometer. Närmaste större samhälle är San Luis Río Colorado, 11,0 km sydost om Poblado Janitzio. Trakten runt Poblado Janitzio består till största delen av jordbruksmark.